# ۲۱۴ (میلادی)
۲۱۴ (میلادی) دویست  و چهاردهمین سال تقویم میلادی است.

## زادگان
- اورلیان، امپراتور روم
- دیوفانت، ریاضی‌دان یونانی (تاریخ احتمالی)
- کلودیوس دوم، امپراتور روم

## درگذشتگان
‎